# Elbcanto
Elbcanto ist ein deutscher gemischter Kammerchor.
Elbcanto wurde 2006 von Studierenden der  Hochschule für Musik und Theater in Hamburg gegründet.

## Mitglieder
- Sopran: Janine J. Nonnweiler, Ulrike Beinschob, Henrike Moss, Eva Christina Pietarinen
- Alt: Veronika Hodgson, Lisa Täschner, Angelika Stöhr, Isabel Kreutz
- Tenor: Michael Jöde, Christopher Luhn, Andreas Preuß
- Bass: Philipp Szamosvari, Christoph Westphal

## Auszeichnungen
- 2009 Gewinn des Landeschorwettbewerbs in Hamburg
- 2010 Deutscher Chorwettbewerb – Sonderpreise für die hervorragende Interpretation eines deutschen Volksliedes[1]

## Diskographie
- 2010 Von früh bis spät – 1000 Jahre Messe
- 2015 Hagios – Gesungenes Gebet (CD, mit Christof Fankhauser und Helge Burggrabe, edel / Berlin Classics)
- 2018 Hagios II – Gesänge zur Andacht und Meditation (CD, mit Christof Fankhauser, Helge Burggrabe und Streichensemble, edel / Berlin Classics)